# Dino Đulbić
Dino Đulbić, né le 16 février 1983 à  Doboj (Yougoslavie), est un footballeur australien. Il joue au poste de défenseur avec l'équipe d'Australie et le club de Perth Glory FC.
Il possède également la nationalité bosnienne.

## Biographie

### Carrière en équipe nationale
Dino Đulbić est convoqué pour la première fois par le sélectionneur national Holger Osieck pour un match des éliminatoires de la coupe d'Asie de l'Est 2013 face à la Guam le 7 décembre 2012. 
Il compte 2 sélections et 0 but avec l'équipe d'Australie depuis 2012.

## Statistiques
| Saison                | Club                  | Championnat           | Championnat | Championnat | Coupe(s) nationale(s) | Coupe(s) nationale(s) | Compétition(s) continentale(s) | Compétition(s) continentale(s) | Compétition(s) continentale(s) | Sélection | Sélection | Sélection | Total | Total |
| Saison                | Club                  | Division              | M.          | B.          | M.                    | B.                    | Comp.                          | M.                             | B.                             | Équipe    | M.        | B.        | M.    | B.    |
| 2007 - 2008           | Perth Glory           | A-League              | 18          | 0           | -                     | -                     | -                              | -                              | -                              | -         | -         | -         | 18    | 0     |
| 2008 - 2009           | Perth Glory           | A-League              | 9           | 0           | -                     | -                     | -                              | -                              | -                              | -         | -         | -         | 9     | 0     |
| 2008 - 2009           | Rot Weiss Ahlen       | 2. Bundesliga         | 1           | 0           | -                     | -                     | -                              | -                              | -                              | -         | -         | -         | 1     | 0     |
| 2009 - 2010           | Gold Coast United     | A-League              | 8           | 0           | 1                     | 0                     | -                              | -                              | -                              | -         | -         | -         | 9     | 0     |
| 2010 - 2011           | Gold Coast United     | A-League              | 32          | 4           | 3                     | 1                     | -                              | -                              | -                              | -         | -         | -         | 35    | 5     |
| 2011                  | Shaanxi Renhe         | Super League          | 26          | 3           | -                     | -                     | -                              | -                              | -                              | -         | -         | -         | 26    | 3     |
| 2012                  | Guizhou Renhe         | Super League          | 29          | 5           | 5                     | 1                     | -                              | -                              | -                              | Australie | 2         | 0         | 36    | 6     |
| 2012 - 2013           | Al-Wahda              | Pro-League            | 7           | 2           | 3                     | 0                     | -                              | -                              | -                              | Australie | -         | -         | 10    | 2     |
| Total sur la carrière | Total sur la carrière | Total sur la carrière | 130         | 14          | 10                    | 2                     | -                              | 0                              | 0                              | Australie | 2         | 0         | 142   | 16    |

## Palmarès
- Championnat d'Australie : 2018